# 派匡诺克河

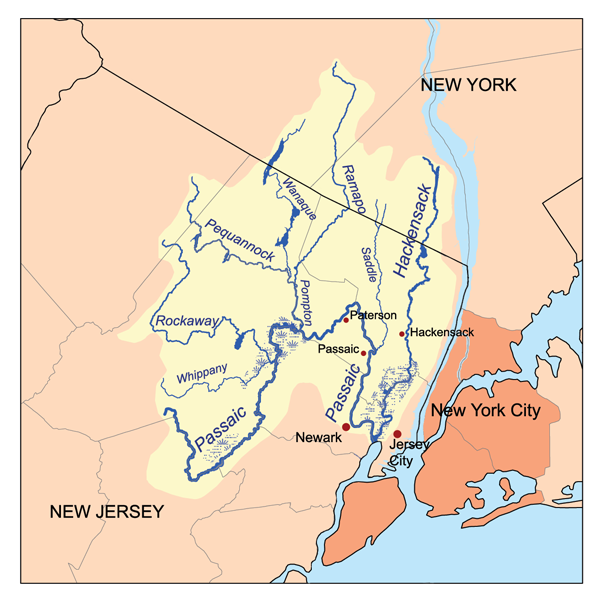
帕塞伊克河与哈肯萨克河的流域图

派匡诺克河是美国新泽西州庞普顿河的一条支流，帕塞伊克河的二级支流，位于新泽西州北部，长约20英里（32），在庞普顿湖下游与拉马波河汇合形成庞普顿河。